# 片貝バスストップ
片貝バスストップ（かたかいバスストップ）は、新潟県小千谷市片貝町の関越自動車道上にある高速バス停留所。新潟県道10号長岡片貝小千谷線と関越自動車道が交差する付近にある。

## 停車路線

### 県内線
- 【ときライナー】Ｔ 十日町線
小千谷BS-  片貝BS - 越路BS - 長岡北BS

### 県外線
- 東京・大宮 - 長岡・新潟線は、定期ダイヤ上では当停留所を通過する。

但し毎年9月9日・9月10日に開催される片貝まつり大花火大会に合わせ、開催2日間に限り一部の便（池袋発：1 - 17便、新潟発：30・32便）で臨時停車が実施される。この際は小千谷・越路両停留所発着の運賃が適用される 。なお新宿・大宮 - 長岡・新潟線については臨時停車を実施しない。

## 隣
E17 関越自動車道
(20)小千谷IC - 山谷PA - 片貝BS - (20-1)長岡南越路SIC/越路BS - (21)長岡IC